# Honghu
Honghu (chiń. upr. 洪湖市; chiń. trad. 洪湖市; pinyin Hónghú Shì) – miasto na prawach powiatu we wschodniej części prefektury miejskiej Jingzhou w prowincji Hubei w Chińskiej Republice Ludowej. Liczba mieszkańców miasta w 2010 roku wynosiła 819446.